# انتقام شینوبی
«انتقام شینوبی» The Revenge of Shinobi که در ژاپن با نام The Super Shinobi منتشر شد، [a] یک بازی ویدئویی اکشن هک اند اسلش است که توسط سگا در سال ۱۹۸۹ ساخته و منتشر شد. این اولین بازی شینوبی بود که برای سگا جنسیس ساخته شد و بعداً منتشر شد. در نسخه سکه ای آن کنسول، Mega-Tech.
در کنار Shadow Dancer، این بازی دنباله‌ای بر شینوبی است و موسیقی اورجینال یوزو کوشیرو را به نمایش می‌گذارد. این بازی در مجموعه‌های مجموعه گنجانده شد: Mega Games 2، Mega Drive 6 Pak, Sega Classics Arcade Collection (برای سی‌دی سگا) و Sega Smash Pack (برای رایانه شخصی و Dreamcast). همچنین در سال ۲۰۰۹ برای کنسول مجازی Wii، از طریق شبکه پلی استیشن ۳ و ایکس باکس ۳۶۰ از طریق سرویس‌های دانلود ایکس باکس لایو آرکید در سال ۲۰۱۲ و برای دستگاه‌های iOS و اندروید در سال ۲۰۱۷ از طریق Sega Forever دوباره منتشر شد.

## طرح
سه سال پس از اولین بازی، سازمان جنایی Zeed از بازی اصلی از آن زمان اصلاح شده و نام خود را به "Neo Zeed" تغییر داده‌است. آنها تصمیم می‌گیرند با کشتن ارباب او و ربودن عروس جو، نائوکو، انتقام خود را از قبیله Oboro Ninja و Joe Musashi بگیرند. جو که خیلی دیر به قبیله رسیده‌است، موفق می‌شود از نقشه نئو زید توسط استاد در حال مرگش مطلع شود. جو تصمیم می‌گیرد برای گرفتن انتقام از نئو زید و همچنین تلاش برای نجات نائوکو قبل از اینکه خیلی دیر شود به دنیا سفر کند.

## گیم پلی
این بازی یک بازی پلتفرم اسکرول جانبی سنتی است. بازیکن جو موساشی را کنترل می‌کند و باید هشت ناحیه را قبل از رویارویی نهایی با رئیس نئو زید تکمیل کند. هر منطقه از سه صحنه تشکیل شده‌است که دو صحنه از آن‌ها سطح پلتفرمینگ هستند و صحنه سوم نبرد با یک شخصیت رئیس منحصر به فرد است.
پد جهت جو را به اطراف حرکت می‌دهد در حالی که دکمه‌های A, B و C به ترتیب برای اجرای تکنیک‌های نینجوتسو، حمله و پرش استفاده می‌شوند. یک حرکت کلیدی در The Revenge of Shinobi، سالتو است که ارتفاع پرش جو را به حداکثر می‌رساند و او را قادر می‌سازد تا هشت شوریکن را همزمان در هوا پرتاب کند. علاوه بر این، برخی از مراحل از چندین لایه تشکیل شده‌است، مانند اولین صحنه از پایگاه نظامی و آزادراه در کد منطقه ۸۱۸. جابجایی بین لایه‌ها نیز با حرکت سالتو انجام می‌شود.
جو در کنار حرکات و حملات استاندارد خود، توانایی انجام چهار تکنیک ویژه نینجوتسو را نیز دارد. فقط یک مورد را می‌توان در هر زندگی انجام داد، مگر اینکه یک آیتم نینجوتسو برداشته شود یا از نینجوتسو Mijin استفاده شود.
انواع جعبه‌های جایزه را می‌توان در هر سطح یافت که برخی در مناظر پنهان شده‌اند. اینها شامل پاورآپ‌های ساده مانند بسته‌های shuriken یا سلامتی اضافی، و همچنین آیتم‌های ویژه برای به دست آوردن جان یا حملات اضافی نینجوتسو هستند. علاوه بر پاور آپ‌ها، برخی جعبه‌ها ممکن است حاوی بمب‌های ساعتی باشند: مواد منفجره‌ای که وقتی فیوزشان تمام می‌شود یا اگر جو خیلی نزدیک شود منفجر می‌شوند (اگر بازیکن به اندازه کافی سریع باشد می‌تواند از شعاع انفجار خارج شود).
بازی به چهار سختی تقسیم می‌شود. با افزایش سختی، دشمنان بیشتری در هر مرحله ظاهر می‌شوند. در Hardest، جو دو برابر بیشتر آسیب می‌بیند و تعداد زندگی‌های شروع از ۱۰ به ۱ کاهش می‌یابد. از منوی گزینه‌ها، بازیکن همچنین می‌تواند تعداد شوریکن‌های شروع را از ۰ تا ۹۰ انتخاب کند (اگرچه تکنیکی وجود دارد که اجازه می‌دهد تا شوریکن بی‌نهایت امکان‌پذیر باشد). بسته به اینکه جو عروسش را نجات دهد یا نه، بازی دو پایان متفاوت دارد.

## توسعه
کارگردان بازی، نوریوشی اوهبا، قصد داشت Revenge of Shinobi را به عنوان ویترینی برای سخت‌افزار جنسیس جدید در آن زمان و همچنین تطبیق این سری با چیزی مناسب تر برای کنسول خانگی باشد. در نتیجه، بازی بیشتر داستان محور است و جو موساشی چندین گروگان را در هر سطح مانند بازی اصلی نجات نمی‌دهد، بلکه یک گروگان را در پایان نجات می‌دهد. نوار زندگی به عنوان مناسب‌تر برای بازی‌های کنسولی با آن وسعت معرفی شد. اوهبا قصد داشت که Revenge of Shinobi سطح بالایی از دشواری داشته باشد تا بازیکن را به این فکر کند که چگونه می‌تواند بهترین بازی را شکست دهد. سحر و جادو نینجا بازی برای کمک به موقعیت‌های خاص یا رویارویی با رئیس طراحی شده بود و اگر بازیکن بداند که در چه زمانی باید از کدام جادوی نینجا استفاده کند، بخش‌های خاصی از بازی را بسیار آسان‌تر می‌کرد.
برخی از دشمنان بازی به‌طور مشخص بیش از حد به شخصیت‌های مختلف فیلم و کتاب‌های کمیک شبیه هستند، واقعیتی که اوهبا به عدم خلاقیت خود نسبت می‌دهد. او بر اساس آنچه در آن زمان در ذهن داشت، طرح‌های خشنی از این شخصیت‌ها ساخت و انتظار داشت که طراح شخصیت‌ها را اصلاح کند و نکات خلاقانه خود را برای بازی نهایی اضافه کند. با این حال، آنها این کار را نکردند، و در نتیجه شخصیت‌های دشمن شبیه شخصیت‌هایی مانند سیلوستر استالونه، بتمن، مرد عنکبوتی، ترمیناتور و گودزیلا بودند.